# Winton (Califòrnia)
Winton és una concentració de població designada pel cens dels Estats Units a l'estat de Califòrnia. Segons el cens del 2000 tenia 8.832 habitants.

## Demografia
Segons el cens del 2000, Winton tenia 8.832 habitants, 2.343 habitatges, i 1.949 famílies. La densitat de població era de 1.188,2 habitants/km².
Dels 2.343 habitatges en un 54,5% hi vivien nens de menys de 18 anys, en un 60,4% hi vivien parelles casades, en un 15,5% dones solteres, i en un 16,8% no eren unitats familiars. En el 12,6% dels habitatges hi vivien persones soles el 4,7% de les quals corresponia a persones de 65 anys o més que vivien soles. El nombre mitjà de persones vivint en cada habitatge era de 3,77 i el nombre mitjà de persones que vivien en cada família era de 4,11.
Per edats la població es repartia de la següent manera: un 39,1% tenia menys de 18 anys, un 12% entre 18 i 24, un 27,6% entre 25 i 44, un 15,3% de 45 a 60 i un 6% 65 anys o més.
L'edat mediana era de 24 anys. Per cada 100 dones de 18 o més anys hi havia 100,1 homes.
La renda mediana per habitatge era de 29.787 $ i la renda mediana per família de 29.834 $. Els homes tenien una renda mediana de 26.832 $ mentre que les dones 21.676 $. La renda per capita de la població era de 10.451 $. Entorn del 23,5% de les famílies i el 28,8% de la població estaven per davall del llindar de pobresa.

## Poblacions properes
El següent diagrama mostra les poblacions més properes.